# دشت لاله‌های واژگون مشکان
دشت لاله‌های واژگون مشکان در منطقه جاشترگ بخش مشکان شهرستان نی ریز استان فارس است.
فصل رویش این گونه نادر هرساله اواخر فروردین تا اواسط اردیبهشت ماه است که هرساله گردشگران زیادی را به خود جذب می‌کند.

لالهٔ واژگون (نام علمی: Fritillaria) نام یک سرده از راستهٔ سوسن‌سانان است.
عمر این گیاه بسیار زیاد است. گل‌دهی آن از اوایل اردیبهشت آغاز می‌شود و در فصل بارش پایان می‌یابد. لالهٔ واژگون از گیاهان علفی پیازدار و چندساله است که تاکنون ۱۵ گونهٔ آن در ایران شناسایی شده‌است. گونهٔ زرد کم‌رنگ متمایل به لیمویی این گل‌ها موسوم به لاله زاگرسی بین ۵۰ تا ۸۰ سانتی‌متر ارتفاع دارد.
پیاز این گیاه به علت وجود موادی موسوم به آلکالوئیدهای ایمپریسین و فرتیسین مسکن درد است.
تاکنون شصت گونه از این گیاه شناخته شده‌است. پیاز آن به صورت یک غدهٔ متورم، گوشت‌دار بوده و دارای مقدار زیادی نشاسته و چندین عامل دارویی است و اگر تازه باشد، سمی بوده و قابل خوردن نیست، ولی در چین سمیت آن را گرفته و در آشپزی از آن استفاده می‌کنند.

## اثر طبیعی ملی لاله واژگون
اثر طبیعی ملی لاله واژگون محدوده‌ای از دشت لاله واژگون یکی از ۲۰ اثر طبیعی ملی ایران و مورد حمایت سازمان محیط زیست است که در ارتفاع ۲۵۰۰–۲۸۰۰ متری دامنه کوه میلی با مساحت ۳۷۹ هکتار در شهرستان کوهرنگ با مختصات ۳۲ درجه و ۹ دقیقه شمالی و ۵۰ درجه و ۲۲ دقیقه شرقی قرار دارد و از سال ۱۳۷۵ تحت مدیریت سازمان حفاظت محیط زیست قرار گرفته‌است. تنها مسیر منتهی به آن جاده خاکی روستای فخرآباد است که از آنجا تا منطقه یکساعت پیاده‌روی است. این منطقه مرطوب و معتدل است. علاوه بر آن گون، دافنه، کوما، لاله و تنگز از دیگر گونه‌های گیاهی و کبک، کبک دری، کل و بز، خرس قهوه‌ای، زاغ نوک زرد و قرمز از گونه‌های جانوری منطقه‌اند.